# Dagfinn Skre
Dagfinn Skre (født i 1954 i Bergen) er en norsk arkæolog, siden 1974 bosat i Oslo. Siden 1992 har Skre været ansat ved Universitetet i Oslo, fra 2001 som professor. Ved UiO arbejdede han først ved Institutt for arkeologi, konservering og historie, fra 2010 ved Kulturhistorisk museum som samlingsansvarlig for jernalder og vikingetid. Tidligere var Skre ansat ved en række udgravningsprojekter (1975–1990), fortrinsvis hos Riksantikvaren. Derefter fylkesarkæolog i Akershus fylkeskommune (1990–1991), og sagsbehandler hos Riksantikvaren (1991–1992).

## Opvækst og uddannelse
Skre er søn af cand. phil. Ivar Skre (født 1923) og mag.art. Brita Skre (født Gjerdåker 1923). Familien var bosat i Fana, Voss, Stord, Gausdal, og fra 1970 Elverum, hvor Skre aflagde eksamen realartium på Elverum kommunale højere almenskole i 1973. Han gik på Nansenskolens vinterkursus 1973–1974, og studerede fra 1974 arkeæologi, etnologi og socialantropologi ved Universitetet i Oslo frem til magistergraden i Nordisk arkæologi i 1984. I 1997 disputerede han for graden dr.phil. samme sted.

## Karriere
Mest kendt er Skre for sin ledelse af Kaupang-undersøgelsen, et projekt han i 1997 overtog fra førstekonservator Charlotte Blindheim ved Universitetets Oldsaksamling. Efter to års forberedelser startede udgravningerne på Kaupang i Tjølling i Vestfold, den såkaldte Skiringsal-kaupang. Udgravningerne 2000–2003 påviste en helårsbosætning i huse, som lå på parceller på ca. 6 m × 8–12 m, og adskilte af gader, grænsegærder og grøfter. Det blev påvist, at Kaupang ikke var en af Skandinaviens mange sæsonvise handelspladser fra vikingetiden men en af dens byer. De øvrige er Birka (ca. 770–970), Hedeby (ca. 808–1070), og Ribe (ca. 710–850, fast bosat fra ca. 790). Skre har fremsat den tolkning, at Kaupang blev grundlagt af den danske konge som den nordligste af tre byer i hans rige, som da også omfattede Viken. Kaupangs faste bosætning kunne tidfæstes til ca. 800–930, derefter med sporadisk virksomhed frem til ca. 960–980.
Under udgravningerne løftede Skre Kaupang frem i offentligheden gennem en lang række indslag i TV, radio og aviser. Siden 2004 har han samlet kræfterne om at publicere det store videnskabelige materiale. Publiceringsprojektet har engageret 30 forskere fra hele Nordeuropa og har foreløbig resulteret i to bøger og en række artikler. Den tredje og sidste bog fra projektet var ventet i 2010. En populærvidenskabelig bog blev udgivet i forbindelse med Kaupang-udstillingen på Kulturhistorisk museum, Universitetet i Oslo i 2004.
Skre har arbejdet med udgravninger på Avaldsnes på Karmøy i Rogaland. Avaldsnes-området opviser meget rige arkæologiske fund, blandt andet med Skandinaviens rigeste mandsgrav fra romertid i Flaghaug (ca. 200 e.Kr.) og de to skibsgrave fra 700-tallet i Storhaug og Grønhaug. Arkæologen F.-A. Stylegar påviste i 2009, at Osebergskibet er bygget i Avaldsnes-området. Ifølge Snorre var Avaldsnes Harald Hårfagres kongsgård, og ca. 1250 byggede Håkon Håkonsson et af sine 14 kongelige kapeller på gården. Avaldsnes ligger ved en indsnævring af sejlforbindelsen langs den norske vestkyst, den såkaldte Norðrvegr, som har givet navnet til Norge, og denne beliggenhed er med til at forklare gårdens historiske betydning. I oktober 2010 gav Riksantikvaren tilladelse til at gennemføre udgravningerne, og Skre gennemførte så et stort forskningsprojekt med udgangspunkt i udgravningen af bopladsen på Avaldsnes. Udgravningen blev gennemført i 2011-12.
Skre har arbejdet med en række temaer indenfor nordisk jernalder og middelalderarkæologi, som bydannelse, bosætningshistorie, kristning, kirkeorganisation. Hans forskning kendetegnes ved stor bredde indenfor væsentlig historiske og kulturhistoriske temaer, samt ved en konsekvent tværfaglighed med inddragelse af kildemateriale og forskningsresultater fra samfundsvidenskabelige (socialantropologi, socialøkonomi) og humanistiske fag (historie, onomastik, nordisk filologi).

## Hverv og udmærkelser
Skre har haft en række faglige hverv, blandt andet medlem af Det Norske Videnskaps-Akademi siden 2014, Det Kongelige Norske Videnskabers Selskab siden 2013, Kungliga Gustav Adolfs Akademien (Uppsala, siden 2012), medlem af Det Kongelige Danske Videnskabernes Selskab (siden 2011), redaktør i tidsskriftet Collegium Medievale (1997–2000), leder af Norske institutt i Athens fond (2006–2008), medlem og næstformand for styret for Det norske institutt i Athen (2001–2008), medlem af Norges museumsforbunds faglige råd (siden 2004), og medlem i Forskningsrådet ved Arkeologisk museum i Stavanger (2006–2008). I 2000 modtog han formidlingsprisen fra Historisk-filosofiske fakultet ved Universitetet i Oslo. Skre har været meget benyttet som opponent ved doktordisputatser ved nordiske universiteter.

### Bøger
- Gård og kirke, bygd og sogn. Organiseringsmodeller og organiseringsenheter i middelalderens kirkebygging i Sør-Gudbrandsdalen. Riksantikvarens rapporter, vol. 16. Øvre Ervik 1988.
- Herredømmet. Bosetning og besittelse på Romerike 200-1350 e.Kr. Acta Humaniora, vol. 32, 384 s. Universitetsforlaget. Oslo 1998.
- Kaupang. Vikingbyen. Bok utgitt i forbindelse med Kaupang-utstillingen på Kulturhistorisk museum, Universitetet i Oslo 2004. Medforfatter F.A. Stylegar. Også i engelsk utgave: Kaupang. The Viking Town.
- (Red.:) Kaupang in Skiringssal. Kaupang Excavation Project Publication series, vol. 1. Norske Oldfunn vol. 23. Aarhus Universitetsforlag 2007. 502 sider.
- (Red.:) Means of Exchange. Dealing with Silver in the Viking Age. Kaupang Excavation Project Publication series, vol. 2. Norske Oldfunn, vol. 23. Aarhus Universitetsforlag 2008. 378 s.
- In press: (Red.:) Things from the Town. Artefacts and Inhabitants in Viking-age Kaupang. Kaupang Excavation Project Publication series, vol. 3. Norske Oldfunn, vol. 24. Aarhus Universitetsforlag 2010.

### Artikler (udvalg)
- «Samtidig fortid, fortidig samtid. Den institusjonaliserte fortid.» I: M for Museum. Rapport fra jubileumsseminar, Oslo 3.-6. juni 1993, s. 88-100. Norske Kunst- og Kulturhistoriske Museer. Oslo 1994.
- «Kirken før sognet. Den tidligste kirkeordningen i Norge.» I: Hans-Emil Lidén (red): Møtet mellom hedendom og kristendom i Norge, s. 170-233. Universitetsforlaget. Oslo 1995.
- «Raknehaugen. En empirisk loftsrydding.» Viking, 1997, s. 7-42.
- «Haug og grav. Hva betyr gravhaugene?» I: Ann Christensson, Else Mundal og Ingvild Øye (red.): Middelalderens symboler. Kulturtekster 11, s. 37-52. Senter for europeiske kulturstudier, Bergen 1997.
- «Tverrfaglighet i bosetningshistorisk forskning. Gleder og besværligheter.» Collegium Medievale, Vol. 11, 1998:33-47.
- «Missionary activity in Early Medieval Norway. Strategy, Organisation and the Course of Events.» Scandinavian Journal of History, vol 23:1-19. 1998.
- «Aristocratic Dominion and landownership in Norway 200-1100 AD.» I: Settlement and Landscape. Jutland Archaeological Society, Aarhus, 2000:415-422.
- Hvordan gripe den tidlige historien? Heimen 2001, Vol. 38:1: 65-70.
- «Kaupang – et handelssted? Om handel og annen vareutveksling i vikingtid.» Collegium Medievale, Vol 13:165-176. 2001.
- «The social context of settlement in Norway in the First Millennium AD. And: Reply to Comments from B. Myhre, H. Steuer, K. Lunden and J. Sandnes.» Norwegian Archaeological Review, Vol. 34, No.1, 2001. 24 pages.
- «Kristning, misjon og konversjon i Norges vikingtid.» I: Niels Lund (red.): Kristendommen i Danmark før 1050, s. 235-252. Roskilde Museums forlag, 2004.
- 24 artikler i Einar Østmo and Lotte Hedeager (reds.): Norsk Arkeologisk leksikon. Pax, 2005.
- «Dype er arkivenes gjemmer... Om noen gamle tegninger av fortidsminner i søndre Vestfold nylig gjenfunnet i Nationalmuseet», København. Viking, 2005, s. 165-194.
- «De første norske oldforskere og deres danske venner.» I: Håkon Glørstad, Birgitte Skar, Dagfinn Skre (red.): Historien i forhistorien. Festskrift til Einar Østmo på 60-årsdagen. Kulturhistorisk Museum, Universitetet i Oslo, Skrifter, vol. 4, s. 383-93. Oslo 2006.
- «Dark Age Towns: The Kaupang Case. Reply to Przemysław Urbanczyk.» Norwegian Archaeological Review, Vol. 41, s. 194-212. 2008.
- «Centrality and places. The central place at Skiringssal in Vestfold, Norway.» Neue Studien zur Sachsenforschung vol. 1, s. 220-231. 2010.
- «From Dorestad to Kaupang. Frankish Traders and Settlers in a 9th-century Scandinavian Town.» I: Dorestad in an international Framework. New Research on Centres of Trade and Coinage in Carolingian Times, s. 137-141. Turnhout, Brepols. 2010.